# 喬克拉克河
喬克拉克河（烏克蘭語：Чокрак），是烏克蘭的河流，位於該國東南部，發源自久尼夫卡以北，流經扎波羅熱州，屬於奧比季奇納河的支流，河道全長24.4公里，流域面積135平方公里。